# Jalaït
Le jalaït est un dialecte  mongol parlé en Mongolie-Intérieure, en Chine.
Selon Todaeva, il constitue un seul dialecte avec la langue des Dürbet du Heilongjiang, le jalaït-dürbet.

## Phonétique historique
Le tableau montre les particularités du jalaït par rapport au mongol littéraire.
Ce dialecte présente des différences phonétiques par rapport au khalkha de Mongolie. Il réduit l'affriquée palatale [t͡ʃ] à [ʃ], correspondant au mongol [t͡s]. La fricative [s] devient [t] et [d] en finale absolue.
| français  | jalaït | mongol littéraire |
| --------- | ------ | ----------------- |
| poisson   | d͡ʒagat | jaγasun           |
| échanger  | tœli-  | soliqu            |
| vêtements | xʊwʃad | qubčasun          |
| feuille   | lɛwʃ   | nabči             |
| mouton    | xœn    | qoni              |
| mouchoir  | ɛlʃʊːr | alčiγur           |
| vieux     | xʉʃin  | qaγučin           |